# Кубок світу з біатлону 2018—2019 — етап 4
Четвертий етап Кубка світу з біатлону 2018—19 відбувається в Обергофі, Німеччина, з 10 по 13 січня 2019 року. До програми етапу включено 6 гонок: спринт, гонка переслідування та естафета у чоловіків та жінок.

## Гонки

### Чоловіки
| Гонка:                 | Золото:                      | Час               | Срібло:                      | Час             | Бронза:                      | Час             | Дж.   |
| Спринт 10 км           | Олександр Логінов Росія      | 25:50,9 (0+0)     | Йоганнес Тінгнес Бо Норвегія | +25,2 (0+1)     | Себастьян Самуельссон Швеція | +36,8 (0+0)     | [ 1 ] |
| Переслідування 12,5 км | Йоганнес Тінгнес Бо Норвегія | 34:29,8 (0+1+1+1) | Арнд Пайффер Німеччина       | +15,1 (1+0+0+0) | Лукас Гофер Італія           | +15,8 (0+0+0+0) | [ 2 ] |

### Жінки
| Гонка:               | Золото:              | Час               | Срібло:                       | Час             | Бронза:               | Час             | Дж.   |
| Спринт 7,5 км        | Ліза Віттоцці Італія | 22:34,6 (0+0)     | Анаїс Шевальє Франція         | +5,3 (0+0)      | Ганна Еберг Швеція    | +15,0 (0+0)     | [ 3 ] |
| Переслідування 10 км | Ліза Віттоцці Італія | 32:32,9 (0+1+1+0) | Анастасія Кузьміна Словаччина | +14,5 (2+1+1+0) | Анаїс Шевальє Франція | +27,9 (2+1+2+0) | [ 4 ] |

### Естафети
| Гонка:            | Золото:                                                                        | Час                                                       | Срібло:                                                                         | Час                                                       | Бронза:                                                                  | Час                                                       | Дж. |
| Жіноча естафета   | Росія Євгенія Павлова Маргарита Васильєва Лариса Кукліна Катерина Юрлова-Прехт | 1:18:46.3 (0+1) (0+3) (0+1) (0+2) (0+0) (0+0) (0+1) (0+2) | Німеччина Каролін Горхлер Франциска Гільдебранд Франциска Пройс Денізе Геррманн | 1:19:19.8 (0+2) (0+1) (0+0) (0+0) (0+1) (0+3) (0+0) (2+3) | Чехія Лусіє Харватова Вероніка Віткова Маркета Давідова Ева Пускарчикова | 1:19:23.0 (0+0) (1+3) (0+2) (0+0) (0+0) (0+0) (0+0) (0+1) |     |
| Чоловіча естафета | Росія Максим Цвєтков Євген Гаранічев Дмитро Малишко Олександр Логінов}}        | 1:20:54.3 (0+0) (0+0) (0+1) (0+1) (0+2) (0+2)             | Франція Антонен Гігонна Сімон Детьє Кентен Фійон Майє Мартен Фуркад}}           | 1:21:55.4 (0+1) (0+1) (0+0) (1+3) (0+3) (0+0) (0+0) (0+0) | Австрія Тобіас Ебергард Сімон Едер Домінік Ландертінгер Юліан Ебергард}} | 1:23:12.9 (0+0) (1+3) (0+0) (0+0) (0+0) (0+1) (0+1) (0+2) |     |

## Досягнення
Перша індивідуальна перемога на етапах Кубка світу
- Ліза Вітоцці — спринт[6]
- Олександр Логінов — спринт[7]

Найкращий виступ за кар'єру
|  |  |

Перша гонка в Кубку світу
|  |  |